# Šehzade Mehmed Selaheddin
Šehzade Mehmed Selaheddin (6. srpna 1861 – 29. dubna 1915) byl osmanský princ. Byl jediným synem sultána Murada V. a jeho druhé manželky Reftarıdil Kadınefendi. Byl vyučován soukromě a stal se generálem osmanské armády.

## Životopis
Šehzade Mehmed Selaheddin strávil většinu svého života v paláci Çırağan v Istanbulu. Tento palác sloužil jeho otci sultánu Muradovi jako rezidence, když byl v roce 1876 sesazen z trůnu a nahrazen jeho bratrem Abdulhamidem II. Ten ho v tomto paláci společně s jeho rodinou uvěznil a museli zde žít až do jeho smrti v roce 1904. Během těchto časů napsal Mehmed deník, který popisuje každodenní život uvězněné rodiny.
Zemřel ve věku 53 let v paláci Feneryolu v dubnu 1915 a byl pohřben v mauzoleu Kemaleddin.

## Manželky, konkubíny a potomstvo
Mehmed Selaheddin se oženil šestkrát:
- Dilaru Hanımefendi, společně měli dceru, která zemřela čtyři dny po porodu
- Zatıgül Hanımefendi, společně měli dva syny a tři dcery:
  - Šehzade Mehmed Livaeddin (1880–1882)
  - Celile Sultan (1882–1899)
  - Rükiye Sultan (1885–1971)
  - Šehzade Mehmed (zemřel ihned po narození)
  - Emine Atiye Sultan (1892–1978)
- Naziknaz Hanımefendi, společně měli syna a dvě dcery:
  - Behiye Sultan (1865–1928)
  - Šehzade Ahmed Nihad (1883–1954), 38. hlava Osmanské dynastie
  - Adile Sultan (1887–1973)
- Gülter Hanımefendi, společně měli dceru:
  - Safiye Sultan (1871–1895)
- Jalefer Hanımefendi, společně měli:
  - Šehzade Osman Fuad (1895–1973), 39. hlava Osmanské dynastie
- Dilberistan Hanımefendi, společně měli dva syny:
  - Šehzade Mehmed Nejad (zemřel ihned po narození)
  - Šehzade Mehmed Namik (1898–1899)